# Partidul Comunist Italian
Partidul Comunist Italian (în italiană Partito Comunista Italiano, PCI) a fost o formațiune politică din Italia, activă între 1921 și 1991. Organul de presă al partidului a fost ziarul L'Unità.

## Istoric
Gruparea a fost fondată în 1921, prin desprinderea unei părți a Partidului Socialist Italian⁠(d), în frunte cu Antonio Gramsci, și a fost organizată ca ramură italiană a Cominternului, prin intermediul căruia primea finanțare, sprijin și ordine de la Moscova. Pe toată durata perioadei interbelice, s-a opus regimului fascist al lui Benito Mussolini, care l-a scos în afara legii și l-a obligat să treacă în clandestinitate. După încarcerarea lui Gramsci, conducerea partidului a revenit lui Palmiro Togliatti, iar după izbucnirea celui de al Doilea Război Mondial, a luat parte la luptele de partizani ale Rezistenței Italiene, alături de alte grupări antifasciste de stânga, centru și centru-dreapta. Aripa militară a PCI a purtat numele de Grupurile de Acțiune Patriotică (GAP, în italiană Gruppi di Azione Patriottica) și s-au caracterizat prin agresivitate în lupta antifascistă, manifestată de exemplu prin atentatul din Via Rasella, în care au fost uciși militari originari din Tirolul de Sud înrolați sub steagul Germaniei Naziste, acțiune la care naziștii au replicat ca represalii prin masacrul de la Fosse Ardeatine⁠(d).
După desființarea Cominternului în 1943, partidul a strâns legăturile cu celelalte grupări de stânga și antifasciste din cadrul Rezistenței. Liderii partidului au fost informați prin intermediul legăturii cu sovieticii despre rezultatele conferinței de la Teheran, unde Stalin a acceptat să lase Italia în afara sferei de influență sovietice, astfel că atitudinea lor a fost una foarte moderată, chiar în comparație cu Partidul Socialist Italian. Exemple în acest sens au fost răzgândirea de la Salerno⁠(d), în care PCI a acceptat posibilitatea conservării monarhiei în Italia post-belică; și Amnistia Togliatti⁠(d), o lege de care liderul partidului și-a legat numele și care făcea ca mulți dintre colaboraționiști și activiștii regimului fascist să nu poată fi judecați.
În Italia postbelică, PCI a fost permanent partid parlamentar, și a participat la guvernare după eliberare și până în 1947, când SUA au cerut excluderea lor din conducerea executivă a țării. De atunci, partidul s-a aflat permanent în opoziție, dar a ajuns la un moment dat să dețină la circa 30% din locurile din Parlament. Deși continua să fie finanțat, sprijinit și influențat de la Moscova, PCI nu a practicat epurări pe teme dogmatice și doctrinare, și-a cultivat o imagine de modestie și apropiere față de cetățenii italieni și și-a manifestat permanent adeziunea față de aranjamentul constituțional al țării. În 1969, noul lider al PCI, Enrico Berlinguer, a criticat dur, chiar la Moscova, intervenția militară sovietică în Cehoslovacia din anul anterior și în general a început o îndepărtare față de politica sovietică. Ca urmare, URSS a început să finanțeze, prin intermediul Securității Cehoslovace, grupări marxiste violente, de extremă stânga, cum ar fi Brigăzile Roșii, care au alimentat violențele din perioada radicalizării societății italiene în anii 1970, denumită Anii de Plumb. Sub conducerea lui Berlinguer, distanțarea PCI de URSS și KGB s-a concretizat prin sprijinul acordat guvernului creștin-democrat în schimbul unor concesii punctuale, și prin abandonarea imediată a leninismului și apoi și a marxismului, cu îmbrățișarea unei doctrine a socialismului democratic. Pe plan european, liderii partidului au dezvoltat și popularizat în colaborare cu alte partide similare din Europa sud-vestică Eurocomunismul, o doctrină socialistă moderată, adecvată societății pluraliste din Europa de Vest, spațiu în care era cel mai mare partid comunist.
Sfârșitul anilor 1980 și începutul anilor 1990 au adus schimbări masive în peisajul internațional, dar și pe plan intern. Deja devenise un partid de stânga moderat, iar legăturile cu Uniunea Sovietică slăbiseră. În timpul lui Gorbaciov, URSS a renunțat la a domina țările de după Cortina de Fier, și nu a mai folosit partidele de stânga din Occident pentru a submina societățile capitaliste și democrate. În țară, scandalurile Mani pulite⁠(d) au dus la destrămarea partidelor tradiționale, dar nu au afectat prea grav PCI. Liderii au dizolvat însă partidul în 1991, pentru a atrage simpatizanți și membri altor partide de stânga dispărute într-o nouă construcție politică, numită Partidul Democrat al Stângii⁠(d). În politica de astăzi, acest partid este unul din strămoșii istorici ai Partidului Democrat.